# Hermansö, Borgå
Hermansö är en halvö i Finland.   Den ligger i landskapet Nyland, i den södra delen av landet, 40 km öster om huvudstaden Helsingfors.